# Real Zaragoza 2024-2025
Questa voce raccoglie le informazioni riguardanti il Real Saragozza nelle competizioni ufficiali della stagione 2024-2025

## Stagione
La stagione inizia con la conferma di Víctor Fernández in panchina, alla sua quarta esperienza da allenatore degli aragonesi..
Dopo la ventesima giornata di campionato, nella quale il Real Saragozza viene rimontato da 2-0 a 2-3 dal Real Oviedo, Fernández annuncia le sue dimissioni, con il club al 13º posto in classifica.
Viene sostituito da Miguel Ángel Ramírez, che non riesce a imprimere una svolta nei risultati del club ma, al contrario, resta coinvolto nella lotta per evitare la retrocessione. Il suo bilancio in dieci partite è di 1 vittoria, 4 pareggi e 5 sconfitte.
Successivamente, dunque, il 17 marzo 2025 l'ex centrocampista e capitano Gabi subentra in panchina a Ramírez. Debutta con un pareggio casalingo contro il Córdoba.
Il 25 maggio, conduce la squadra alla salvezza con una giornata d'anticipo, battendo il Deportivo de La Coruña per 1-0. Il bilancio di Gabi in panchina è di 4 vittorie, 3 pareggi e 4 sconfitte.
A fine stagione, il Real Saragozza saluta il vecchio stadio della Romareda. Viene programmata la costruzione di uno stadio modulare di dimensioni ridotte, che ospiterà il club aragonese fino al 2027, anno in cui viene prevista l'inaugurazione della Nuova Romareda.

## Rosa
| N. |                                 | Ruolo | Calciatore                 |
| -- | ------------------------------- | ----- | -------------------------- |
| 1  | Argentina (bandiera)            | P     | Cristian Álvarez           |
| 2  | Spagna (bandiera)               | D     | Marcos Luna                |
| 3  | Portogallo (bandiera)           | D     | Jair Amador                |
| 4  | Spagna (bandiera)               | D     | Dani Tasende               |
| 5  | Spagna (bandiera)               | D     | Enrique Clemente           |
| 6  | Albania (bandiera)              | C     | Keidi Bare                 |
| 7  | Spagna (bandiera)               | A     | Mario Soberón              |
| 8  | Spagna (bandiera)               | C     | Marc Aguado                |
| 9  | Spagna (bandiera)               | A     | Iván Azón                  |
| 9  | Spagna (bandiera)               | A     | Dani Gómez                 |
| 10 | Spagna (bandiera)               | A     | Sergio Bermejo             |
| 10 | Spagna (bandiera)               | C     | Raúl Guti                  |
| 11 | Bosnia ed Erzegovina (bandiera) | A     | Samed Baždar               |
| 12 | Slovacchia (bandiera)           | D     | Sebastian Kóša             |
| 13 | Francia (bandiera)              | D     | Gaëtan Poussin             |
| 14 | Spagna (bandiera)               | C     | Francho Serrano (capitano) |

| N. |                       | Ruolo | Calciatore          |
| -- | --------------------- | ----- | ------------------- |
| 15 | Portogallo (bandiera) | D     | Bernardo Vital      |
| 16 | Honduras (bandiera)   | C     | Kervin Arriaga      |
| 17 | Spagna (bandiera)     | D     | Carlos Nieto        |
| 19 | Spagna (bandiera)     | D     | Iván Calero         |
| 20 | Spagna (bandiera)     | A     | Adu Ares            |
| 21 | Spagna (bandiera)     | C     | Toni Moya           |
| 22 | Spagna (bandiera)     | A     | Alberto Marí        |
| 23 | Spagna (bandiera)     | A     | Ager Aketxe         |
| 24 | Spagna (bandiera)     | D     | Lluís López Mármol  |
| 25 | Spagna (bandiera)     | P     | Joan Femenías       |
| 26 | Spagna (bandiera)     | C     | Gori Gracia         |
| 29 | Spagna (bandiera)     | A     | Pau Sans            |
| 31 | Spagna (bandiera)     | D     | Juan Carlos Sabater |
| 33 | Spagna (bandiera)     | A     | Adrián Liso         |
| 34 | Spagna (bandiera)     | A     | Lucas Terrer        |
| 37 | Spagna (bandiera)     | A     | Marcos Cuenca       |
| 38 | Spagna (bandiera)     | D     | Jaime Vallejo       |